# 加藤キャシー
加藤 キャシー（かとう キャシー）は、日本の漫画家。夫は同じく漫画家の松原利光。

## 略歴
- 2018年3月、マーガレットBOOKストア（集英社）より『嬰児喰いの猫』にて連載デビュー[3]。
- 2018年11月7日、『マンガMee』（同）にて『鬼獄の夜』の連載を開始[4]。
- 2024年、『コミックシーモア』独占先行配信で『悦覧禁止-暁月教授の怪異検証-』を、『マンガMee』（同）にて『女王の烙印〜滅びの国の夜伽巫女〜』の連載を開始[5]。

## 作品リスト

### 連載
- 嬰児喰いの猫（『マーガレットBOOKストア』2018年3月13日[3] - 4月6日[6]）
- 鬼獄の夜（『マンガMee』2018年11月7日[4] - 2022年5月25日[7]）
- 悦覧禁止-暁月教授の怪異検証-（『コミックシーモア』独占先行配信 2024年1月16日[8] - 2月16日[9]）
- 女王の烙印〜滅びの国の夜伽巫女〜（『マンガMee』2024年3月13日[5] - ）

### 書籍
- 『鬼獄の夜』、集英社〈ヤングジャンプ コミックス〉2020年 - 2022年、全14巻
  1. 2020年4月17日発売[10][11]、ISBN 978-4-08-891577-7
  2. 2020年4月17日発売[12]、ISBN 978-4-08-891578-4
  3. 2020年11月19日発売[13]、ISBN 978-4-08-891730-6
  4. 2020年11月19日発売[14]、ISBN 978-4-08-891731-3
  5. 2021年2月19日発売[15]、ISBN 978-4-08-891831-0
  6. 2021年3月18日発売[16]、ISBN 978-4-08-891832-7
  7. 2021年7月16日発売[17]、ISBN 978-4-08-892003-0
  8. 2021年8月18日発売[18]、ISBN 978-4-08-892025-2
  9. 2022年2月18日発売[19]、ISBN 978-4-08-892229-4
  10. 2022年3月18日発売[20]、ISBN 978-4-08-892242-3
  11. 2022年4月19日発売[21]、ISBN 978-4-08-892314-7
  12. 2022年6月17日発売[22]、ISBN 978-4-08-892326-0
  13. 2022年7月19日発売[23]、ISBN 978-4-08-892335-2
  14. 2022年8月19日発売[24]、ISBN 978-4-08-892399-4
- 『女王の烙印〜滅びの国の夜伽巫女〜』、集英社〈集英社ガールズコミックス〉2025年 - 、既刊4巻（2025年6月25日現在）
  1. 2025年3月25日発売[25][26]、ISBN 978-4-08-855242-2
  2. 2025年3月25日発売[25][27]、ISBN 978-4-08-855243-9
  3. 2025年4月24日発売[28]、ISBN 978-4-08-855244-6
  4. 2025年6月25日発売[29]、ISBN 978-4-08-855253-8